# Liga de Desenvolvimento de Basquete 2021
A Liga de Desenvolvimento de Basquete de 2021 é uma competição brasileira de basquete sub-22 organizada pela Liga Nacional de Basquete. Foi a décima edição do campeonato organizado pela LNB, com a chancela da Confederação Brasileira de Basketball e apoio financeiro do Comitê Brasileiro de Clubes. Este torneio, é totalmente organizado pelos clubes participantes.
Após a edição de 2020 ser cancelada devido a pandemia de Covid-19, e edição 2021 é marcada pelo aumento no limite de idade dos jogadores (de sub-20 para sub-22) e no expressivo aumento na quantidade de equipes participantes (de 13 em 2019 para 22) incluindo pela primeira vez equipes de todos os participantes do NBB.

## Participantes
| Equipes                      | UF | Títulos da LDB |
| ---------------------------- | -- | -------------- |
| ADRM-Maringá                 | PR | 0 (não possui) |
| Bauru                        | SP | 1              |
| Brasília Basquete            | DF | 0 (não possui) |
| Campo Mourão                 | PR | 0 (não possui) |
| Caxias do Sul                | RS | 0 (não possui) |
| Cerrado Basquete             | DF | 0 (não possui) |
| Corinthians                  | SP | 0 (não possui) |
| Coritiba Monsters/Soc.Thalia | PR | 0 (não possui) |
| Flamengo                     | RJ | 2              |
| Fortaleza/Basquete Cearense  | CE | 1              |
| Franca                       | SP | 1              |
| Minas                        | MG | 0 (não possui) |
| Mogi das Cruzes              | SP | 0 (não possui) |
| Pato Basquete                | PR | 0 (não possui) |
| Paulistano                   | SP | 1              |
| Pinheiros                    | SP | 3              |
| Rio Claro                    | SP | 0 (não possui) |
| Praia Clube                  | MG | 0 (não possui) |
| São José                     | SP | 0 (não possui) |
| São Paulo                    | SP | 0 (não possui) |
| União Corinthians            | RS | 0 (não possui) |
| Unifacisa                    | PB | 0 (não possui) |